# 広久手町 (豊田市)
広久手町（ひろくてちょう）は、愛知県豊田市の町名。現行行政地名は広久手町1丁目から7丁目。

## 地理
豊田市西部、挙母地区の中央部に位置し、東は三軒町、西は新町・東新町、南は小川町・衣ケ原に接する。
町域の東半分は豊田鉄工広久手工場をはじめとする工業地域で、豊田鉄工団地を形成している。

## 世帯数と人口
2023年（令和5年）1月1日現在の世帯数と人口は以下の通りである。
| 町丁     | 世帯数  | 人口    |
| -------- | ------- | ------- |
| 広久手町 | 883世帯 | 1,880人 |

### 人口の変遷
国勢調査による人口の推移
| 1995年（平成7年）  | 1,557人 | [ 6 ]  |  |
| 2000年（平成12年） | 1,801人 | [ 7 ]  |  |
| 2005年（平成17年） | 1,941人 | [ 8 ]  |  |
| 2010年（平成22年） | 2,060人 | [ 9 ]  |  |
| 2015年（平成27年） | 2,131人 | [ 10 ] |  |

## 学区
市立小・中学校に通う場合、学区は以下の通りとなる。
| 番・番地等              | 小学校               | 中学校               | 高等学校普通科 |
| ----------------------- | -------------------- | -------------------- | -------------- |
| 1～3丁目 4～5丁目の一部 | 豊田市立小清水小学校 | 豊田市立逢妻中学校   | 三河学区       |
| 4～5丁目の一部 6～7丁目 | 豊田市立衣丘小学校   | 豊田市立朝日丘中学校 | 三河学区       |

## 歴史

### 沿革
- 1959年（昭和34年）5月1日 - 大字挙母・宮口の各一部より、広久手町が成立[12]。

## 施設
- 豊田鉄工広久手工場
- 矢作産業本社工場
- 丸和金属工業本社
- 豊田信用金庫元町支店
- 衣ケ原病院

## 交通
- 国道153号

## その他

### 日本郵便
- 郵便番号 : 471-0036[3]（集配局：豊田郵便局[13]）。